# 茹畧文
茹畧文（？—1646年），字振先，杭州府餘杭縣人，南明軍事人物。

## 生平
茹畧文個性勇敢善戰，擔任長興的千夫長；弘光元年（1645年）湖州失陷，他進入太湖跟隨徐雲龍收復長興，期間配備長矛衝鋒陷陣，所向無敵，之後投靠吳昜，得推薦任總兵。長白盪戰敗後，茹畧文斬殺十多人，中十多刀後流血不止暈倒；清朝士兵以為他裝死，再刺向他。士兵離去後他醒來，在南潯的野廟得故交的廟祝醫治，三個月後痊癒，繞道回長興才知道妻兒都被殺。隆武二年（1646年）正月，他在麻湖再次與清兵交戰，因援絕而死。

## 引用
1. 1 2  錢海岳《南明史·卷四十六·列傳第二十二》：茹畧文，字振先，餘杭人。敢果善戰，為長興千夫長。湖州陷，入太湖，從徐雲龍復長興。長矛陷陣，所向無敵。後歸易，疏薦總兵。
2. ↑  錢海岳《南明史·卷四十六·列傳第二十二》：長白蕩敗，手斫數十人，身被十餘創，血盡而仆。兵疑其陽死，連刃之，兵去甦，捧其首至南潯，休於野廟。廟祝故識之，傅以良藥，百日愈。間之長興訪妻子，皆死。隆武二年正月，復與清兵戰於麻湖，援絕乃死。